# Hourc
Hourc – miejscowość i gmina we Francji, w regionie Oksytania, w departamencie Pireneje Wysokie.
Według danych na rok 1990 gminę zamieszkiwały 104 osoby, a gęstość zaludnienia wynosiła 52 osób/km² (wśród 3020 gmin regionu Midi-Pireneje Hourc plasuje się na 959. miejscu pod względem liczby ludności, natomiast pod względem powierzchni na miejscu 1716.).